# 約伯記
《約伯記》或譯《約伯傳》（希伯来文：ספר איוב）是《希伯来圣经》的第18本书、基督教《舊約聖經·诗歌智慧书》的第一卷，第一部诗篇性著作。約伯這個名字的含義是“仇視的對象”。約伯在受苦和堅忍方面所立的紀錄对他名字含义的诠释提供很好的參考。正如約伯所請求，這一切事都記錄在書上。
《约伯记》探讨了神义论，简而言之：“为什么敬畏神的人會受苦？”。本书神学丰富，视角颇多。由于文学质量优异，被大量诵读赞扬，丁尼生称它为：“古今最佳诗篇”。

## 创作

### 背景
約伯住在烏斯地。據有些地理學家聲稱，這個地方位於以東人之地附近的阿拉伯北部，即上帝應許賜給亞伯拉罕子孫之地的東面。南面有示巴人，東面有迦勒底人。亞伯拉罕死後很久，約伯才遭受試煉。《約伯記》第1章第8节参描述说，當時“地上再沒有人像約伯完全正直。”可能這件事應當發生在約瑟──一個具有傑出信心的人──死後（约公元前1657年）到摩西開始踏上持守忠誠的一生途徑之前的一段時期內。
當時以色列人深受埃及鬼魔崇拜的汙染，但約伯卻謹守純真的崇拜。從約伯記第一章所記述的情況，及上帝稱許約伯是個謹守純真崇拜的人一事來看，當時很可能是族長時期而非自公元前1513年起，上帝頒下律法惟獨與以色列人交往的較後時期。約伯享有很高壽數，此書可能包含從公元前1657年到公元前1473年摩西去世之間的一段時期。

### 作者
最古的傳統认为摩西是此書的執筆者，猶太人和早期的基督教學者均同意這個主張。約伯記富於活力的純粹希伯來詩歌體顯示它是用希伯來语──摩西的母語寫成的，而非從另一種文字，例如阿拉伯语，翻譯過來。此外，它的文章風格跟摩西五經十分相近，相似的程度遠超於其他經書。它的執筆者应当像摩西一樣是個以色列人，因“上帝的聖言交託”給猶太人。摩西長大後曾在米甸住了40年，該處離烏斯不遠，故此他可以在當地搜集到許多詳盡的資料，然後輯集在約伯記裏。後來，當他帶領以色列人在曠野流浪40年而經近約伯的家鄉時，他有機會獲悉約伯的結局，從而完成約伯記的最後部分。

### 智慧传统
《约伯记》、《传道书》和《箴言》属于智慧文学，共同观点是“通往智慧之路”。智慧既是指思考方式、知识，也是指在生活中的实践。它既是通过人类努力，也是上帝的恩赐得来的。但除了上帝自己，智慧并不完全。三本书都摆明态度和假定，但给出不同的结论：《箴言》对世界作出确信的结论，但遭到《约伯记》和《传道书》的反驳。苏美尔和巴比伦智慧文学可以追溯到公元前两千年。一些古美索不达米亚和埃及文献与《约伯记》类似，难以推测约伯作者是否受其影响，它们的存在显示研究无妄之灾的渊远传统影响了作者。

### 地位
約伯一詞被視作耐心和堅忍的同義字。约伯與挪亞、但以理都被耶穌視為真實存在過。猶太教徒也把約伯視為真實的人物。圣经執筆者使徒雅各在《雅各書》第5章第11节参指出約伯的忍耐榜樣。據《新大英百科全書》説，約伯記時常被“列為世界文學傑作之一”。它是圣经的重要部分，在幫助人了解聖經方面貢獻良多。

## 主要内容

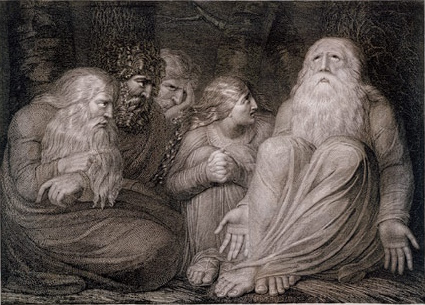
约伯的苦难，威廉·布莱克

### 約伯記的序言
（覆盖《約伯記》第1章第1节至第5节参）這部分介绍約伯的背景，透露他為人“完全正直，敬畏上帝，遠離惡事”。約伯生活幸福，生了七個兒子，三個女兒。他家道豐富，牛畜成群，僕婢盈門，“在東方人中就為至大”。（《約伯記》第1章第1节至第3节参）然而，他並不崇尚物質，也沒有倚賴財富。他在靈性上甚為富足，為人樂善好施，肯慷慨扶助困苦的人，常把衣裳贈送給有需要的人。人人都敬重他。約伯敬拜真神耶和華，拒絶像外邦人一樣膜拜太陽、月亮、星宿；他對耶和華保持忠信，緊守忠誠而與上帝享有親密的關係。約伯是家中的祭司，家裏若有人犯了罪，他便向上帝獻上燔燒祭物。

### 撒但向上帝挑戰
（覆盖《約伯記》第1章第6节参至《約伯記》第2章第13节参）天上隱形事物的神奇地被揭開了。耶和華在天上臨朝，上帝的衆子侍立在旁，撒但也在其中。耶和華提及祂的忠僕約伯，撒但卻就約伯的忠誠向上帝挑戰，指控約伯只為了物質利益才事奉上帝。上帝若容許他把約伯所擁有的一切都奪去，約伯必定會捨棄忠誠。耶和華接受撒但的挑戰，但不准他傷害約伯的身體。
對此毫不知情的約伯開始遭受一連串的災殃打擊。示巴人和迦勒底人攻擊他，掠走了他大量的財物。他的兒女在一場風暴中全部罹難。這些猛烈的考驗並未能使約伯動搖，令他轉而咒詛離棄上帝。相反，他説：“耶和華的名是應當稱頌的。”在第一個回合證明虚謊失敗的撒但再來到耶和華面前指控説：“人以皮代皮，情願捨去一切所有的，保全性命。”撒但聲稱只要他能够傷害約伯的身體，他就可以使約伯當面棄掉上帝。上帝任憑撒但傷害約伯的身體，但不准他奪去約伯的性命。於是撒但使約伯染上一種非常可怕的疾病。他的“肉體以蟲子和塵土為衣”，他的肉和口發出惡臭，以致妻子親友都厭惡他。妻子看見約伯仍然緊守忠誠，遂催逼他説：“你仍然持守你的純正（《中文圣经現代譯本》譯為「忠誠」）嗎？你棄掉上帝，死了吧！”約伯斥責妻子，他並不“以口犯罪”。
撒但接着利用約伯的三個朋友去“安慰”他。他們是以利法，比勒達和瑣法。他們起初遠遠觀看，認不出約伯來，就放聲大哭，把塵土撒在自己的頭上。然後他們跟他一同席地而坐，不發一言。經過七天七夜的無言“安慰”之後，約伯終於打破沉默，跟這些所謂同情慰解他的人展開一場冗長的辯論。

### 辯論：第一回合

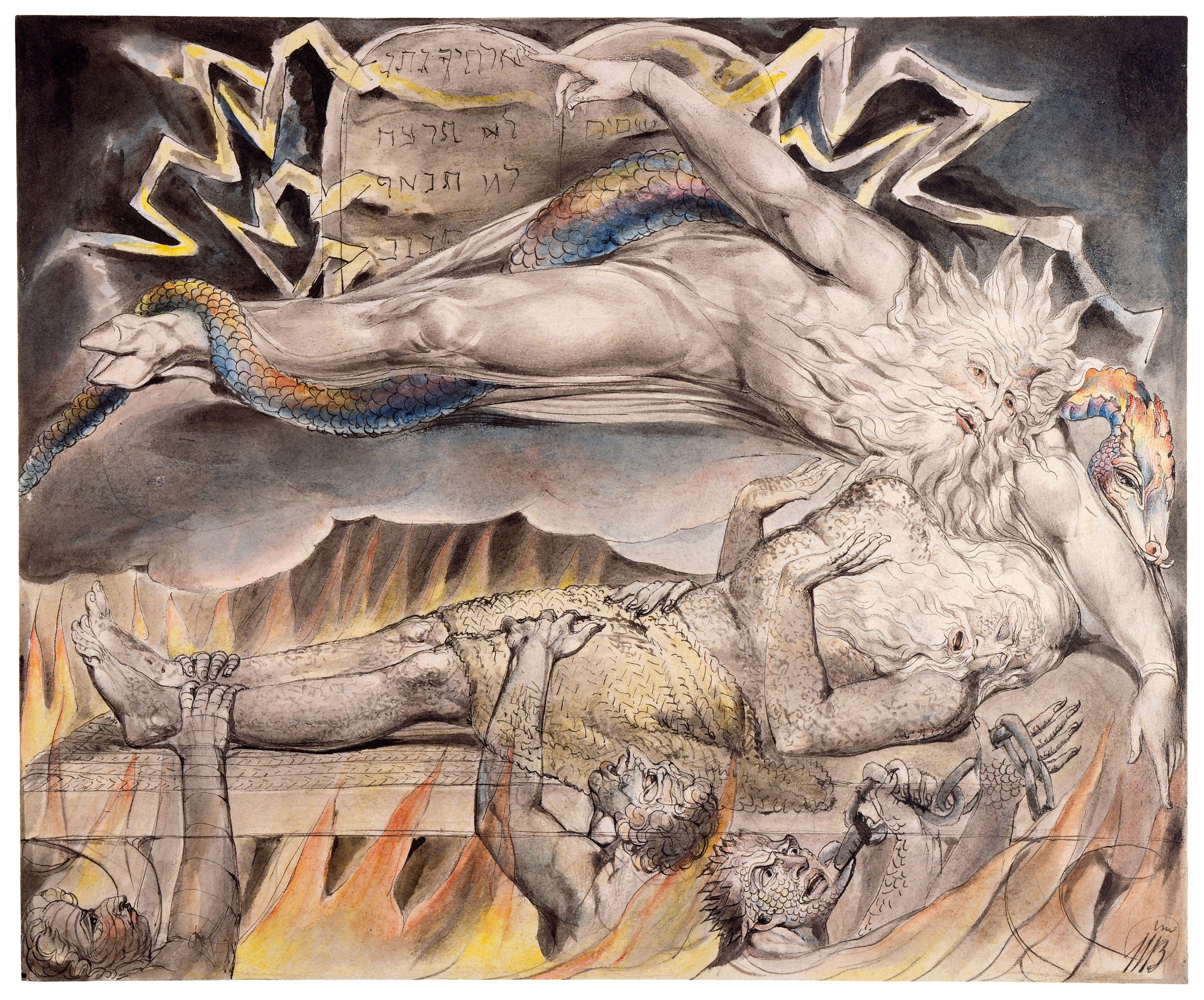
大噩梦，威廉·布莱克绘

（覆盖《約伯記》第3章第1节参至《約伯記》第14章第22节参）从这里开始，經文開始以希伯來文詩歌體裁記述。約伯開口咒詛自己出生的日子，並向上帝吶喊何以讓他繼續活下去。
以利法回答時指責約伯不够忠誠。他宣稱正直人必不致滅亡。他憶述自己在夜間所見的異象，有聲音告訴他上帝不信任自己的僕人，特别是那些有如地上的塵土般卑微的世人。他表示約伯受苦是因全能的上帝要管教他。
約伯憤然回答以利法。其實他的痛苦呻吟是任何生物在遭受極大逼迫苦難而感到沮喪時都會自然發出的。看來惟有死亡才能帶來舒解。他斥責這些友伴合謀為難他，並且反駁説：“請你們教導我，我便不作聲；使我明白在何事上有錯。”約伯辯稱自己在“鑑察人的主”面前是清白公義的。
接着比勒達加入辯論。他暗示約伯的衆子可能得罪了上帝，而約伯本人亦非正直，否則上帝必然會垂顧他。他吩咐約伯要向前人學習，追念列祖所查究的事。
約伯回答時表示他堅信上帝並非不公平。祂也無須向人類負責，因為“祂行大事，不可測度，行奇事，不可勝數。”約伯絶對無法與上帝爭辯而得勝。他只能懇求上帝恩待他。此外，盡力為善究竟有什麽益處呢？“完全人和惡人，祂都滅絶。”地上沒有公義的審判。他害怕上帝會把他定為有罪。他需要一個居間者。他問何以自己要經歷百般試煉，並懇求上帝記得他是“用泥土”造成的。他體會上帝以往的仁慈，卻表示即使自己是對的，繼續自辯只會徒增上帝的惱怒而已。他但願死去就好了！
這時瑣法也加入辯論。他説：我們豈是小孩子，竟會相信你的虚談？你雖力言自己是清白無辜的，但上帝若發言，祂必定會揭穿你的罪過。他問約伯：「你能測透上帝嗎？」他勸約伯要把惡行除掉，這樣才會蒙上帝祝福，否則“惡人的眼目必要失明。”
約伯譏諷他們説：“你們真是子民哪，你們死亡，智慧也就滅沒了。”他雖然成為衆人的笑柄，卻並非遜於他們。他的朋友若觀看上帝所造的萬物，就必能學得一些教訓。上帝擁有實用的智慧和能力；祂統管萬有，甚至能够“使邦國興旺而又毁滅”。約伯願與上帝理論，但至於這三個“安慰者”──“你們是編造謊言的，都是無用的醫生。”他們沉默不言反而更有智慧！他深信自己是正直的，並懇求上帝垂聽他的懇求。他想到“人為婦人所生，日子短少，多有患難。”人一出生便有如花朵，好像影子般稍縱即逝。人無法使潔淨之物出於汙穢之中。約伯祈求上帝把他藏於希屋爾，等上帝的憤怒過去。他問道：“人若死了，能再活過來嗎？”他在回答自己的問題時表示堅定的盼望：“我要等待釋放的時候來到。”

### 辯論：第二回合

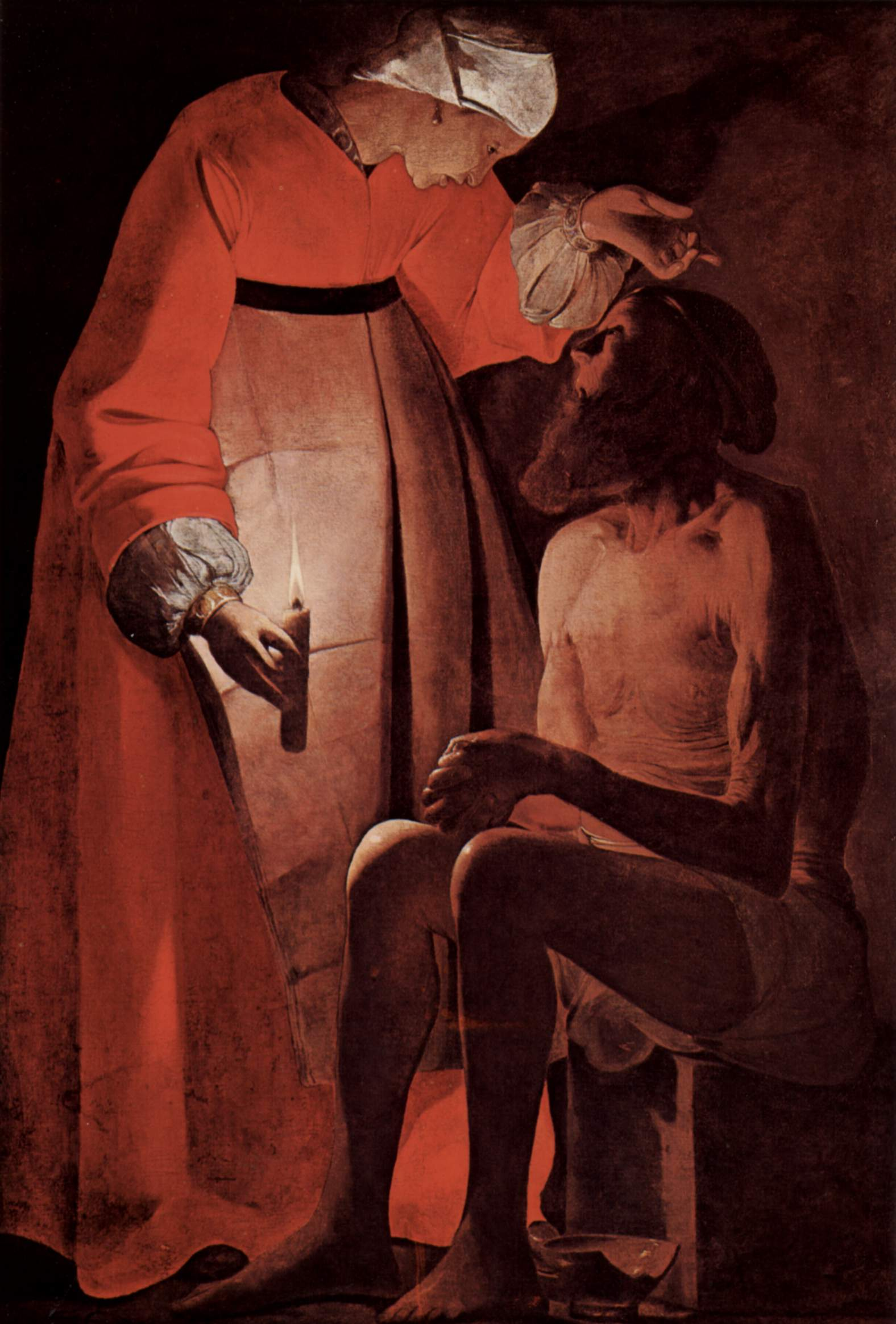
约伯被妻子嘲讽，乔治·德·拉·图尔绘

（覆盖《約伯記》第15章第1节参至《約伯記》第21章第34节参）在展開第二回合的辯論時，以利法嘲笑約伯見識淺薄，説他“用東風充滿肚腹”。他再度貶抑約伯的忠誠，聲稱無論凡人抑或天上的聖者，都無法贏得上帝的信任。他間接地指責約伯妄圖自高超過上帝，叛道行賄，為人虚偽。
約伯發言反駁，指出他的朋友「用虚空的言語安慰人，反叫人愁煩。」假若易地而處，他絶不會誣衊他們。他仰望耶和華，切望上帝為他伸冤，因耶和華對他的苦情瞭如指掌。約伯覺得他的朋友蒙昧無知，使他反而了無指望。他們的“安慰”有如指黑夜為白晝。他惟一的指望便是“下到陰間的門閂那裡”去。
爭辯越來越激烈。比勒達非常生氣，因他覺得約伯竟然將他和同伴比作畜牲。他質問約伯：“難道大地會因你的憤怒而荒涼嗎？”他警告説約伯會自陷網羅而成為别人的鑑戒，最終必斷子絶孫，後繼無人。
約伯答道：“你們攪擾我的心，用言語壓碎我要到幾時呢？”他家散人亡，妻子、親戚、朋友都遠離他，他“只剩牙皮逃脱了”。他深信必有一位救贖主顯現為他辯屈，使他終能“得見上帝”。
像比勒達一樣，瑣法覺得約伯的話「羞辱責備他」而使他難堪。他再説約伯是罪有應得的。瑣法表示惡人必遭上帝的懲罰，雖享繁榮，仍不得安息。
約伯提出有力的反駁：惡人若必不能逃過上帝的懲罰，何以有些惡人卻得享高壽和富貴呢？他們養尊處優。患難何嘗臨到他們身上？他指出富人窮人都同樣死亡。其實，有時惡人死時“盡得平静安逸”，義人反而“至死心中痛苦”。

### 辯論：第三回合
（覆盖《約伯記》第22章第1节参至《約伯記》第25章第6节参）以利法再次發言猛烈抨擊約伯，譏笑他在全能者面前自稱無可指責。他誣告約伯，指他為人奸惡，剝削窮人，沒有把食物分給飢餓的人，並且惡待孤兒寡婦。以利法表示約伯的私生活並不如他自己所説的那麽檢點，這正好解釋何以他現在落得如此收場。但“你若歸向全能者，”以利法教訓説，“祂就聽你。”
約伯反駁以利法的無理指控，聲稱他願意把自己的案件在上帝面前陳明，因為上帝必知道他是公義的。世上有些人欺壓孤兒、寡婦和窮人，也有些人殺人、偷盜和通姦。但他們的昌盛不過是片時的，最後必遭報應，歸於無有。約伯提出挑戰説：“誰能證實我是説謊的？”
比勒達立刻加以反駁，堅稱在上帝面前無人是潔淨的。在這第三回合的辯論中，瑣法並沒有參加。他根本無話可説。

### 約伯的最後申辯
（覆盖《約伯記》第26章第1节参至《約伯記》第31章第40节参）約伯在最後的申辯中使他的朋友完全啞口無言。他譏諷説：“無能的人蒙你何等的幫助，⋯⋯無智慧的人蒙你何等的指教！”（《約伯記》第26章第2节至第3节参）沒有任何事物，甚至希屋爾，能在上帝面前隱藏起來。約伯描述上帝的智慧如何在人所能觀察到的外太空、地球、雲彩、海洋和風等事上顯示出來。這一切僅是全能者的作為一個微不足道的部分，只稍微反映出全能者的偉大而已。
約伯深信自己是清白無辜的，他宣布説：“我至死也不捨棄自己的忠誠！”是的，約伯從未行過一件惡事，以致應受這些遭遇。與他們的指控剛相反，上帝必定會獎賞緊守忠誠的人，使義人承受惡人所積聚的財物。
人知道地上各種寶藏（金、銀、銅）的出處，但“智慧從何處來呢？”人曾在活物當中尋找智慧，也在滄海裏尋覓。金銀並不能買得智慧。惟有上帝才明白智慧。祂的眼目遍察天地之極，為風定輕重，又度量諸水，支配雨水和暴風。約伯最後指出：“敬畏（耶和華）就是智慧；遠離惡便是聰明。”
飽受痛苦的約伯接着追憶生平往事。他渴望恢復昔日與上帝所享的親密關係，當時城中的首領對他必恭必敬。他曾拯救困苦的人，對瞎子來説彷彿他們的眼睛一般。人人都仰望靜候他的指教。但現在他尊榮盡喪，連年少的人也戲笑他；當日這些人的父親甚至不配站在看守他羊群的狗中。他們吐唾沫在他臉上，肆意攻擊他。現在他這麽痛苦可憐，這些人仍不肯就此罷休。
約伯自稱是個獻了身的人，並請求耶和華審判他。“我若被公道的天平稱度，⋯⋯上帝就可以知道我的忠誠。”約伯為他昔日的行為自辯。他沒有犯姦淫，沒有陷害人，也沒有疏於照顧有需要的人。他雖然富甲一方，卻沒有仗賴物質資財。他沒有膜拜太陽、月亮和衆星，因“這也是審判官當罰的罪孽，又是我背棄在上的上帝。”約伯請指控他的人在他的生平事迹中找出罪狀來。

### 以利户仗義發言

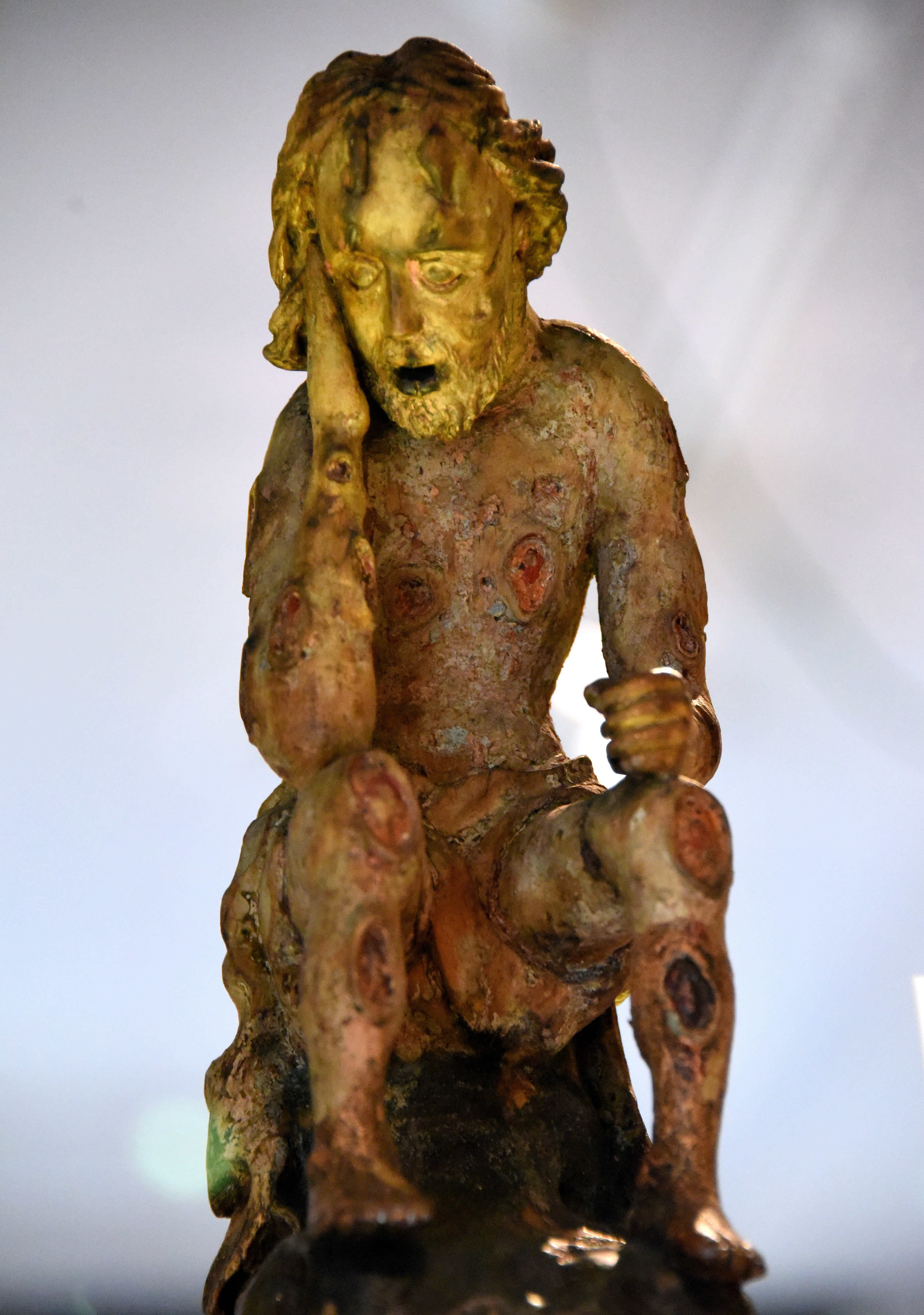
木质约伯像，可能来自德国，1750–1850年，伦敦藏

（覆盖《約伯記》第32章第1节参至《約伯記》第37章第24节参）與此同時，拿鶴之子、布西的後人以利户，亞伯拉罕的遠房親戚，一直在場傾聽他們的爭辯。他讓他們先發言，因他覺得壽高的人會有更多知識。然而，使人真正明白事理的不是壽數而是上帝的靈。以利户向約伯發怒，因他“自以為義過於以上帝為義”（译文来自《圣经新世界译本》），但他對約伯的三個朋友卻更為惱怒，因他們愚昧無知，竟指控上帝為邪惡。以利户“言語滿懷”，上帝的靈激動他發言；但他力求大公無私，“不看人的情面”。
以利户的話情辭懇切，承認上帝是造他的主。他指出約伯關心洗雪自己過於洗雪上帝。上帝無須一一向約伯答辯，彷彿祂必須證明自己的作為有理一般，但約伯卻妄圖與上帝爭辯。然而，當約伯將要死亡時，上帝卻憐恤他，差派使者説：“贖救他免下冥坑；我已為他的性命得了贖價；讓他的肉比孩童的肉更嫩；讓他回到他青春之日。”公義的人必重新得力！
以利户促請智慧人聽他的話。約伯曾説人謹守忠誠是徒然的，但以利户指出他的不是：“上帝斷不致行惡；全能者斷不致作孽。祂必按人所做的報應人，使各人照所行的得報。”祂能够把一切有血氣的活物剪除。上帝行事大公無私。約伯卻過度强調自己的公義。他因“沒有知識”而不自覺地魯莽發言，但上帝對他表現長久忍耐。其實人更需關注的是洗雪上帝。上帝絶不會忽略公義的人，但祂要糾正他們。“祂不保護惡人的性命，卻為困苦人伸冤。”上帝既是至高的導師，約伯其實應當顯揚祂的作為才對。
當一場令人生畏的雷暴快要來到之際，以利户論及上帝的偉大作為，並述説祂如何控制大自然的各種力量。他對約伯説：“你要留心聽，要站立思想上帝奇妙的作為。”試想想上帝的壯麗榮光和祂那令人生畏的威嚴，這是人無法測度的。“祂大有能力，有公平和大義，必不苦待人。”的確，耶和華關心一切敬畏祂的人，但卻不會顧念那些“自以為心中有智慧的人”。

### 耶和華回答約伯
（覆盖《約伯記》第38章第1节参至《約伯記》第42章第6节参）約伯請求上帝回答他。耶和華於是在旋風中威嚴地回答約伯。祂向約伯提出一連串的問題，使他體會到人是多麽渺小，上帝卻多麽偉大。“我立大地根基的時候，你在哪裏呢？⋯⋯地的角石是誰安放的？那時，晨星一同歌唱；上帝的衆子也都歡呼。”這一切均是在約伯出生前很久已發生的事！耶和華接二連三地提出約伯根本無法回答的多個問題；祂提及地上的海洋、雲彩的衣服、清晨、死亡的門、光明及幽暗。“你因為當時已經出生，因為你日子衆多，就得以知道這些事嗎？”此外，諸如雪庫、雹倉、暴風雷雨、霜露、冰雹、天上的衆星、閃電、雲霞以至各種飛禽走獸又如何呢？
約伯謙卑地承認：“我是卑賤的！我用甚麽回答祢呢？只好用手捂口。”耶和華吩咐約伯要正視爭論。祂進一步提出一連串富於挑戰性的問題，目的是要藉祂在自然界所表現的力量顯揚自己的尊嚴、優越和能力。甚至河馬和鱷魚的力量也遠超過約伯！約伯虚懷若谷地承認自己的觀點錯誤，曾説出無知的話語。他現在憑悟性的眼看見上帝而非僅憑道聽途説認識他，於是“在塵土和爐灰中”懺悔而取消前言。

### 耶和華的判決和祝福
（覆盖《約伯記》第42章第7节至第17节参）耶和華責備以利法及他的兩個友伴以虚妄之言論及他。他們必須獻上祭物，並由約伯為他們代禱。然後，耶和華使約伯從苦境轉回，並加倍祝福他。他的弟兄、姐妹和以前的朋友都帶着禮物回來與他修好，上帝又把加倍的牛羊、駱駝和母驢賜給他。他再獲十個兒女，而且他的三個女兒是當時全地最美貌的人。此後，約伯又神奇地多活了140年，得見他的兒孫，直到四代。最後他“年紀老邁，日子滿足而死”。

## 主题

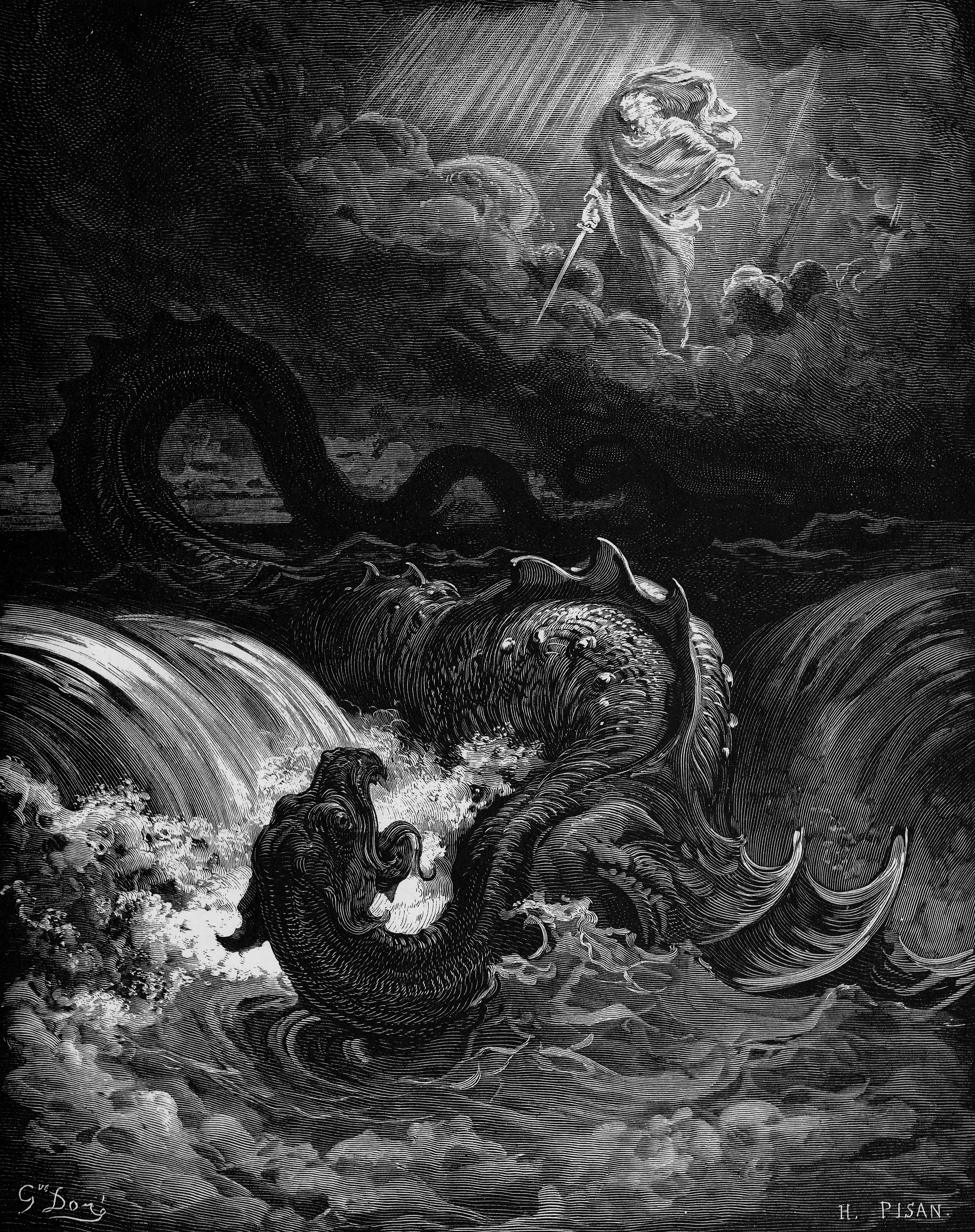
《剿灭利维坦》，古斯塔夫·多雷绘

约伯探究的问题是神圣正义。这个问题在神学上叫做神义论，可以改述为：“为什么义人受苦？”古以色列通常的回答是上帝赏善罚恶（即“报应理论”）它假定人类选择和行为有道德意义，但经验常常不能解释苦难是由糟糕决定或行为所致，无妄之灾需要神学解释。
立约的上帝创造了公共康乐，圣经公义概念植根于此，义人关怀社区，对贫苦多加照顾（见第31节约伯简述生平）。反例就是恶人自私自利。撒旦提问，有没有无私的公义：如果上帝赏善，人类不就出于自利而行义吗？约伯是上帝所有义仆之最，他要上帝通过不再恩赐约伯来测试命题。
经文以框架叙事开始，读者从全知的“上帝视角”看到约伯出众的信心和虔敬，“完全正直、敬畏上帝、远离恶事”。上帝与撒旦讨论，准许约伯受苦，目的有三：受难者不明白上帝行为高深莫测，犯罪受罚的通常解释被排除；受到审判的不是约伯，而是上帝的报应政策；读者可见上帝为约伯的苦难负责。与框架和诗意的对话及独白相对，约伯从未知晓开篇天堂的隐情或自己吃苦的原因，显明了就约伯苦难观点上神圣与人类的矛盾并置。
在诗意对话中，约伯的朋友看到他受苦，因为上帝公义就假定他必有过失。约伯知道自己无辜，认为上帝不公。通篇他依然坚持虔敬（掩饰撒旦怀疑义人是为求赏），但通过他第一次发言可见他认同朋友的观点，上帝赏善罚恶。以利户反驳双方：约伯错误认为上帝不公，因为上帝大于人类；朋友的也不对，受难者并非受罚，可能是“接着困苦救拔困苦人，趁他们受欺压开通他们的耳朵”。
第28章 歌颂智慧中引入了另一主题，神圣智慧。诗歌没有提及报应理论，而是着重于智慧深不可测。智慧不能发现或购买：上帝独自知道世界的意义，只对敬畏祂的人传授。上帝拥有智慧因为祂知晓世界的复杂性，这一主题示意上帝在第38–41节的话，重复称：“在⋯⋯的时候，你在哪里呢？”
当上帝最后开口时，祂既没有解释约伯吃苦的原因（读者从开篇天堂对话可见），也没有为自己的公义辩护。发言首先阐明自己维护宇宙秩序：上帝所做的一系列事情，智慧的核心是秩序，约伯无法展现神圣智慧。约伯便坦言无知，即自己不知道宇宙的运作，无力维护。发言随后提到上帝掌控贝西摩斯和利维坦，有时翻译成河马和鳄鱼，但更可能代表原始宇宙造物，用以反映上帝的智慧和能力。约伯回答上帝最后发言比之前的更长更复杂。通常的观点是他对挑战上帝认错，“在尘土和炉灰中懊悔”。框架叙事结尾部分里，上帝恢复约伯境遇，增加恩典赏赐，示意报应理论的神圣政策保持不变。

## 觀點

### 历史
第二圣殿时期（公元前500年至公元70年），约伯被认为是坚韧不拔的象征，他的忍耐是道德的考验和正直的辩护，彰显上帝荣耀。约伯“圣化”开始于希腊七十士译本（公元前200年），在约伯遗训（公元前一世纪至公元一世纪）中被尊为忍耐的英雄。这些研读没有关注书中对话，但传统上《新约·雅各书》提及信徒应当学习约伯的坚韧不拔和百折不挠
犹太教对约伯的解释最初是积极的。他被视为承认上帝的正直外邦人。不过，基督教最初将《約伯記》第19章第23节至第29节参（行文“救赎主”视约伯希望得到上帝救赎）解释为对基督的预言， 但学者主流观点解释“救赎者”为天使或上帝自己。当基督教将约伯视为基督降临的见证人时，犹太教将约伯视为“亵渎者”，一些拉比甚至说约伯应当受罚，因为在法老屠杀无辜犹太婴儿时约伯袖手旁观。
圣奥古斯丁认为约伯预言基督降临，教宗额我略一世认为他是正直生活的榜样，值得尊敬。中世纪犹太教学者迈蒙尼德称他的故事是个寓言，中世纪天主教托马斯·阿奎那写了详尽的评论，认为这是真实历史。宗教改革的马丁·路德解释道约伯对罪和无用的忏悔衬托了他的神圣性，让·加尔文认为约伯展示了复活教义和神圣正义的终极肯定。
现代运动中创造神学的生态神学尊重一切受造物的需要，认为上帝在《約伯記》第38章参至《約伯記》第41章参中的发言暗示他的兴趣和行为并非单独偏袒人类。

### 礼拜仪式
犹太礼拜仪式通常不会像诵读《妥拉》、《先知书》或《五书卷》那样诵读本经，但在葬礼或哀悼时常会引用。不过，一些犹太人，如西班牙和葡萄牙犹太人会在圣殿被毁日斋戒时公开诵读。《约伯记》中间大量诗篇性章节与《圣经》其它书卷的诵读不同，类似的诵读方式只有《诗篇》和《箴言》可比。
正教会在圣周会诵读本经和《出埃及记》。《出埃及记》为理解基督完成救赎做铺垫；约伯的苦难是《旧约》中基督的标志。天主教在9月前两周晨祷和亡者日课上会诵读本经，在修正的时辰礼仪中，《约伯记》会在常年期的第八、九周中诵读。

### 基督教新教
展现上帝的特质
約伯記尊崇耶和華，並為祂那深不可測的智慧和力量作證。這本書尊稱上帝為全能者達31次之多，比聖經其他各書提及這個尊銜的總數更多。書中的記載頌揚上帝的永恆和崇高地位，以及祂的公平、慈愛和憐憫。它强調洗雪耶和華比拯救人類更為重要。這本書表明以色列的上帝耶和華也是約伯的上帝。
約伯記的記載显明并解釋上帝的創造。它與創世記的记载一致指出人出於塵土，也歸於塵土。）它使用“救贖主”、“贖價”和“复活”等字詞，这呼应了新约圣经中一些重要教義。書中有許多詞句曾受各預言者和基督教執筆者所引用或參照。
公义的标准

约伯和女儿们，1800年

耶和華所定的公義生活標準曾由多節經文加以闡明。
- 约伯记大力譴責物質主義[104]、偶像崇拜[105]、通奸[106]、幸災樂禍[107]、不公和偏見[108]、自私[109]以及不忠實和説謊[110]，同時表明人若行這些惡事就絶對無法贏得上帝的悦納和永生。
- 以利户在敬老尊賢、謙遜、膽識、勇氣和尊崇上帝等方面立下優良的榜樣。[111]
- 約伯自己在行使首領權、照料家人和慷慨好客等事上堪作模範。[112]
- 約伯最重要的特质是他緊守忠誠、堅忍不拔；他所立的規範對歷代崇拜上帝的人，有如一座能够强化信心的精神堡壘一般。“你們聽見過約伯的忍耐，也知道耶和華給他的結局，明顯耶和華是滿心憐憫，大有慈悲。”[113]

透露的訊息
約伯不是承受王國應許的亞伯拉罕的眾子之一，然而有關他的忠誠的記載卻有助於闡明耶和華的王國旨意。这本書是圣经不可或缺的部分，因為它把上帝與撒但之間的重大爭論透露出來，表明事情牽涉到人對至高統治權的忠誠。它顯示受造先於地球和人類的天使也是這個爭論的旁觀者，他們對地球及爭論的結局深感興趣。約伯記顯示這個爭論早在約伯的日子之前即已存在，也表明撒但是個實在的靈體。摩西若是約伯記的執筆者，在此處首次出現於希伯來聖經裏的海斯撒但（has·Sa·tan′）一詞進一步證實這個惡者就是那“古蛇”。这也證實上帝絶非人間種種苦難、疾病和死亡的肇因，同時解釋何以義人會飽受迫害，以及上帝何以容許惡人和惡事繼續存留。它顯示耶和華決心要將這個爭論徹底解決。
所有渴望生活在上帝王國治下的人，应当緊守忠誠來答覆“控告者”撒但所提出的挑戰。即使遭受「令人費解的考驗」，緊守忠誠的人仍會繼續禱告祈求上帝的名成聖，祂的王國來臨以鏟除撒但和這惡者手下一切肆意譏嘲的臣僕。那將會是上帝“打仗和爭戰的日子”，接踵而來的乃是約伯所盼望的舒解和幸福。

### 伊斯兰教

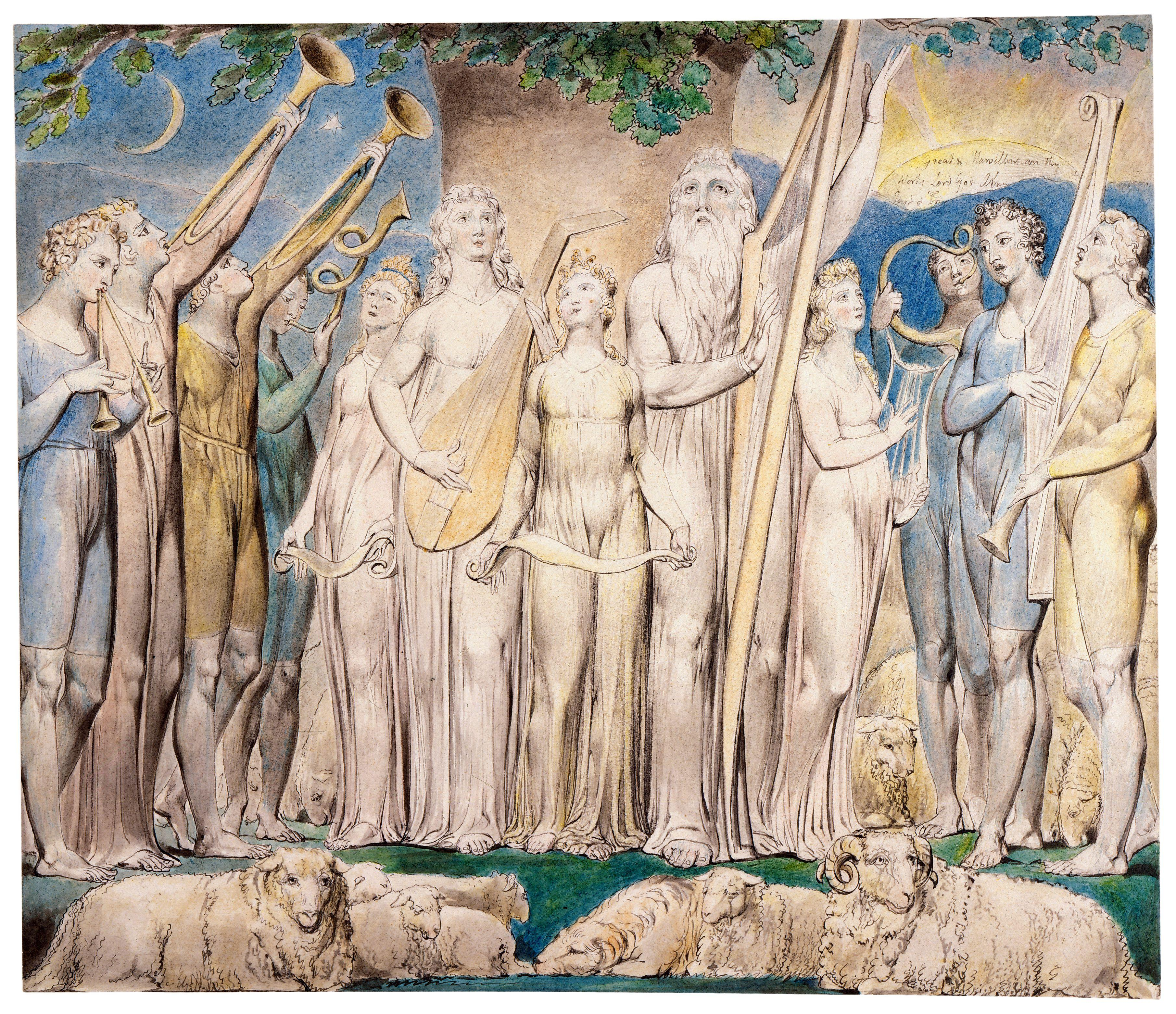
苦尽甘来，1800年

在 古兰经中，约伯的名字是Ayyūb (阿拉伯语：أيوب) ，在伊斯兰教中他被看作为一位先知。在阿拉伯语中，“Ayyūb”这个名字代表忍耐的精神。约伯在古兰经中被提及好几次。
巴勒斯坦人的传统中，約伯在阿尔朱拉受试炼，这是一个位于阿尔迈吉达尔（亚实基伦）郊外的村子。这里有一眼青春泉，上帝用泉水除去约伯所有病痛让他回复青春。阿爾朱拉城每年都举行为期4天的庆祝节日，很多相信青春泉的人聚集到这里在这里的天然泉水中沐浴。
在土耳其语中，约伯的名字是Eyüp，他们相信他可能生活在桑尼乌法。
在阿曼城市塞拉莱郊外还有一座约伯墓。
古兰经中的约伯（Ayyub）
- 约伯的预言: 4:163 （页面存档备份，存于）, 6:84
- 考验和忍耐: 21:83, 21:84,  38:41

## 相关资料
- 《亚当的苹果（英语：Adam's Apples）》，2005年公映的丹麦电影
- 卡尔·荣格，回答約伯（1952）[118]
- G·K·卻斯特頓，星期四的人
- 羅伯特·海萊因，約伯大夢
- 哈罗德·库什纳，好人遭遇不幸
- C·S·路易斯，《痛苦的奧秘》
- 亨利·M·莫斯，约伯的杰出事迹
- 詹姆斯·莫罗，亚巴顿无可指责
- 約瑟夫·羅斯，約伯
- 尼爾·賽門，上帝的宠儿
- 羅伯特·佛洛斯特，理性的假面
- 埃利·维瑟尔《夜》
- 阿奇博尔德·麦克利什（英语：Archibald MacLeish），J.B.
- 大卫·亚当斯·理查兹，孩子们的仁慈
- 威廉·萨菲尔，《第一位异见者：当今政治中的《约伯记》》

### 閱讀聖經
- 約伯記 （页面存档备份，存于）（繁體中文）
- 约伯记 （页面存档备份，存于）（简体中文）